# Samuele Longo
Pour les articles homonymes, voir Longo.
Samuele Longo, né le 12 janvier 1992 à Valdobbiadene en Italie, est un footballeur italien évoluant au poste d'attaquant au CF Antequera .

## Biographie

### En club
Samuele Longo commence le football au FC Trévise avant de signer à l'Inter Milan en juillet 2009. Durant sa formation intériste, il est prêté au Plaisance FC et au Genoa CFC[réf. nécessaire].
Lors de la saison 2011-2012, il commence la préparation estivale au sein de l'équipe primavera dirigée par Andrea Stramaccioni. Il inscrit cette saison deux buts lors du tournoi de Viareggio et quatre buts lors des NextGen Series dont un en finale face à l'Ajax Amsterdam. L'Inter Milan remporte d'ailleurs ce tournoi. Il remporte également le championnat primavera face à la Lazio Rome en marquant en finale et en inscrivant un triplé face au rival de l'AC Milan en demi-finale[réf. nécessaire].
Samuele Longo fait ses débuts professionnels le 13 mai 2012 face à la Lazio Rome, lors de la dernière journée de Serie A, en remplaçant Andrea Poli à la 38e journée (défaite 3-1).
Le 9 août 2012, l'attaquant fait ses débuts en ligue Europa face à l'Hajduk Split en remplaçant Philippe Coutinho à la 64e minute.
Le 28 août 2012, il est prêté au RCD Espanyol. Samuele Longo y fait ses débuts le 2 décembre 2012 face au Levante UD et inscrit au passage son premier but chez les professionnels. Il s'impose d'entrée dans son nouveau club comme titulaire sous les ordres de Mauricio Pochettino. L'Intériste inscrit ses deuxième et troisième buts le 16 septembre 2012 face à l'Athletic Bilbao (match nul 3-3) et le 17 novembre 2012 face au Valence CF (défaite 2-1).
Le 4 août 2015, il est prêté avec option d'achat au Frosinone Calcio.

### En sélection
Après avoir évolué parmi les moins de 19 ans et les moins de 20 ans italiens, Samuele Longo débute avec les espoirs italiens le 25 avril 2012 face à l'Écosse, en remplaçant Ciro Immobile à la 84e minute, et y inscrit son premier but (victoire 1-4). Son premier match officiel avec les espoirs a lieu quelques mois plus tard, le 6 septembre 2012, face au Liechtenstein en remplaçant une nouvelle fois Ciro Immobile à la 54e minute de jeu (victoire 7-0). Il inscrit son deuxième but le 13 novembre 2012 lors de sa troisième sélection face à l'Espagne sur une passe de Nicola Sansone (défaite 1-3).

## Statistiques
| Saison                | Club                      | Championnat           | Championnat | Championnat | Coupe(s) nationale(s) | Coupe(s) nationale(s) | Compétition(s) continentale(s) | Compétition(s) continentale(s) | Compétition(s) continentale(s) | Total | Total |
| Saison                | Club                      | Division              | M.          | B.          | M.                    | B.                    | Comp.                          | M.                             | B.                             | M.    | B.    |
| 2011-2012             | Inter Milan               | Serie A               | 1           | 0           | -                     | -                     | C1                             | -                              | -                              | 1     | 0     |
| 2012-2013             | Inter Milan               | Serie A               | -           | -           | -                     | -                     | C3                             | 1                              | 0                              | 1     | 0     |
| 2012-2013             | Espanyol Barcelone (prêt) | Liga                  | 18          | 3           | 2                     | 0                     | -                              | -                              | -                              | 20    | 3     |
| 2013-2014             | Hellas Vérone (prêt)      | Serie A               | 2           | 0           | 1                     | 1                     | -                              | -                              | -                              | 3     | 1     |
| 2013-2014             | Rayo Vallecano (prêt)     | Liga BBVA             | 9           | 0           | -                     | -                     | -                              | -                              | -                              | 9     | 0     |
| 2014-2015             | Cagliari Calcio (prêt)    | Serie A               | 27          | 0           | 2                     | 2                     | -                              | -                              | -                              | 29    | 2     |
| 2015-2016             | Frosinone Calcio (prêt)   | Serie A               | 18          | 0           | 1                     | 0                     | -                              | -                              | -                              | 19    | 0     |
| Total sur la carrière | Total sur la carrière     | Total sur la carrière | 75          | 3           | 6                     | 3                     | -                              | 1                              | 0                              | 82    | 6     |